# Ruta 902 (Costa Rica)
La Ruta 902, oficialmente Ruta Nacional Terciaria 902, es una ruta nacional de Costa Rica ubicada en la provincia de Guanacaste.

## Descripción
En la provincia de Guanacaste, la ruta atraviesa el cantón de Nandayure (los distritos de Carmona, Zapotal), el cantón de Hojancha (los distritos de Hojancha, Monte Romo).